# Sigurður Grétarsson
Sigurður „Sigi“ Grétarsson (* 2. Mai 1962) ist ein ehemaliger isländischer Fußballspieler und -trainer.

## Karriere als Spieler

### Vereine
Seine Juniorenzeit verbrachte Sigi Grétarsson beim Breiðablik Kópavogur.
Nach einer Saison bei seinem Heimatverein Breiðablik Kópavogur wechselte er 1980 zum FC 08 Homburg in die 2. Fußball-Bundesliga. Nach dem Abstieg 1981 des FC Homburgs wechselte er in seine Heimat zurück zu Breiðablik Kópavogur. Im Sommer 1983 wechselte Sigurður Grétarsson zu Tennis Borussia Berlin in die Fußball-Oberliga Berlin. Er wechselte im Sommer 1984 nach Griechenland zu Iraklis Thessaloniki, wo Friedel Rausch sein Trainer war.
Friedel Rausch holte Sigurður im Sommer 1985 zum FC Luzern, wo er bis 1990 spielte. Er gewann unter dem damaligen Trainer Friedel Rausch in der Saison 1988/89 die Schweizer Meisterschaft. Beim FC Luzern war Sigi Grétarsson Publikumsliebling.
Vom Sommer 1990 bis 1993 spielte er für den Grasshopper Club Zürich. Unter Ottmar Hitzfeld gewann er in der Saison 1990/91 die Schweizer Meisterschaft.

### Nationalmannschaft
Sigurður Grétarsson absolvierte zwischen 1980 und 1992 insgesamt 46 Länderspiele für die isländischen Fußballnationalmannschaft und schoss dabei 8 Tore.

## Karriere als Trainer
Nach seiner Karriere als Spieler war Sigurður von 1993 bis 1995 Spielertrainer beim FC Affoltern am Albis. 1997 wechselte er zurück nach Island und war bei Valur Reykjavík und Breiðablik Kópavogur noch Spielertrainer und Trainer.

## Erfolge
als Spieler
FC Luzern
- Schweizer Meister: 1988/89

Grasshopper Club Zürich
- Schweizer Meister: 1990/91